# 亞西努瓦塔區

亞西努瓦塔區在頓涅茨克州的位置

亞西努瓦塔區（烏克蘭語：Ясинуватський район），曾是烏克蘭頓涅茨克州的一個區，也是俄罗斯联邦顿涅茨克人民共和国事实上管辖的一个区，行政中心設於亞西努瓦塔，面積809平方公里，2013年人口27,845，人口密度每平方公里34.42人。
自2014年起该区因顿巴斯战争被分治，西部由乌克兰政府管辖，而东部则由頓涅茨克人民共和國实际控制。该区在2020年7月18日的乌克兰行政区划改革中被撤销，改革后頓涅茨克州下分为8个区，但只有5个区是在乌克兰政府的实际管辖下。頓涅茨克人民共和國在2023年的改革中，保留了该行政区划。

## 下辖定居点
根据顿涅茨克人民共和国2023年的行政区划改革，该区下辖2市（亞西努瓦塔和阿夫杰耶夫卡）、5市级镇（热兰内、上托雷茨凯、奥切列季涅、克拉米克和潘捷列伊莫诺夫卡）、29个村和12个乡村居民点。